# Albisu
Albisu est un village de l'Uruguay situé dans le département de Salto. Sa population est de 464 habitants.

## Population
| Année | Population |
| ----- | ---------- |
| 1963  | 206        |
| 1975  | 137        |
| 1985  | 162        |
| 1996  | 291        |
| 2004  | 464        |

,